# Woody Point
Woody Point est une municipalité (town) située à l'ouest de Terre-Neuve à l'entrée du bras Sud de la Bonne Baie.

## Géographie
La petite municipalité de 2,91 km2 est située au sud de la Bonne Baie à l'entrée du bras Sud de celle-ci. Elle est enclavée dans le parc national du Gros-Morne. La municipalité est accessible par la route 431. Elle partage sa limite sud avec Glenburnie-Birchy Head-Shoal Brook, le reste étant des territoires non-organisés.